# Eibar
Eibar település Spanyolországban, Baszkföldön, Gipuzkoa tartományban. Eibar Markina-Xemein, Mallabia, Ermua, Zaldibar, Elgeta, Bergara, Soraluze-Placencia de las Armas és Elgoibar községekkel határos. Lakosainak száma 27 362 fő (2024).

## Népesség
A település népessége az utóbbi években az alábbiak szerint változott:
| Lakosok száma | 28 711 | 28 006 | 27 530 | 27 419 | 27 396 | 27 440 | 27 380 | 27 522 | 27 467 | 27 362 |
|               | 2001   | 2004   | 2006   | 2009   | 2011   | 2014   | 2016   | 2019   | 2021   | 2024   |